# Challenger de San Marino
El San Marino Open es un torneo de tenis celebrado en la Ciudad de San Marino, San Marino desde el año 1988, con una interrupción en el período 2015-2020. El evento forma parte del ATP Challenger Tour y se juega en canchas de tierra batida.

## Finales anteriores

### Clave
| ATP Tour   |
| Challenger |

### Individuales
| Año       | Campeón                | Finalista             | Resultado           |
| --------- | ---------------------- | --------------------- | ------------------- |
| 2023      | Jaume Munar            | Andrea Pellegrino     | 6–4, 6–1            |
| 2022      | Pavel Kotov            | Matteo Arnaldi        | 7–6(7–5), 6–4       |
| 2021      | Holger Rune            | Orlando Luz           | 1–6, 6–2, 6–3       |
| 2015-2020 | No celebrado           | No celebrado          | No celebrado        |
| 2014      | Adrian Ungur           | Antonio Veić          | 6-1, 6-0            |
| 2013      | Marco Cecchinato       | Filippo Volandri      | 6-3, 6-4            |
| 2012      | Martin Kližan          | Simone Bolelli        | 6–3, 6–1            |
| 2011      | Potito Starace         | Martin Kližan         | 6–1, 3–0, ret.      |
| 2010      | Robin Haase            | Filippo Volandri      | 6–2, 7–6(8)         |
| 2009      | Andreas Seppi          | Potito Starace        | 7–6(4), 2–6, 6–4    |
| 2008      | Filippo Volandri       | Potito Starace        | 5–7, 6–4, 6–1       |
| 2007      | Potito Starace         | Albert Montañés       | 6–4, 7–6(5)         |
| 2006      | Albert Montañés        | Sergio Roitman        | 7–6(5), 6–7(5), 6–3 |
| 2005      | Juan Antonio Marín     | Saša Tuksar           | 6–2, 6–4            |
| 2004      | Potito Starace         | Hugo Armando          | 6–4, 1–6, 6–3       |
| 2003      | Alessio di Mauro       | David Sánchez         | 6–3, 3–2 retiro     |
| 2002      | José Acasuso           | Albert Portas         | 3–6, 6–3, 6–2       |
| 2001      | Juan Antonio Marín     | Markus Hipfl          | 6–2, 2–6, 7–6(3)    |
| 2000      | Álex Calatrava         | Sergi Bruguera        | 7–6(7), 1–6, 6–4    |
| 1999      | Galo Blanco            | Albert Portas         | 4–6, 6–4, 6–3       |
| 1998      | Dominik Hrbatý         | Mariano Puerta        | 6–2, 7–5            |
| 1997      | Félix Mantilla         | Magnus Gustafsson     | 6–4, 6–1            |
| 1996      | Albert Costa           | Félix Mantilla        | 7–6(7), 6–3         |
| 1995      | Thomas Muster          | Andrea Gaudenzi       | 6–2, 6–0            |
| 1994      | Carlos Costa           | Oliver Gross          | 6–1, 6–3            |
| 1993      | Thomas Muster          | Renzo Furlan          | 7–5, 7–5            |
| 1992      | Karel Nováček          | Francisco Clavet      | 7–5, 6–2            |
| 1991      | Guillermo Pérez-Roldán | Frédéric Fontang      | 6–3, 6–1            |
| 1990      | Guillermo Pérez-Roldán | Omar Camporese        | 6–3, 6–3            |
| 1989      | José Francisco Altur   | Roberto Azar          | 6–7, 6–4, 6–1       |
| 1988      | Paolo Canè             | Francesco Cancellotti | 6–7, 6–3, 6–3       |

### Dobles
| Año       | Campeones                             | Finalistas                          | Resultado           |
| --------- | ------------------------------------- | ----------------------------------- | ------------------- |
| 2023      | Ivan Liutarevich Vladyslav Manafov    | Théo Arribagé Luca Sanchez          | 6–4, 7–6(10–8)      |
| 2022      | Marco Bortolotti Sergio Martos Gornés | Matej Sabanov Ivan Sabanov          | 6–4, 6–4            |
| 2021      | Zdeněk Kolář Luis David Martínez      | Rafael Matos João Menezes           | 1-6, 6-3, [10-3]    |
| 2015-2020 | No celebrado                          | No celebrado                        | No celebrado        |
| 2014      | Radu Albot Enrique López-Pérez        | Franko Škugor Adrian Ungur          | 6-4, 6-1            |
| 2013      | Nicholas Monroe Simon Stadler         | Daniele Bracciali Florin Mergea     | 6-4, 6-2            |
| 2012      | Lukáš Dlouhý Michal Mertiňák          | Stefano Ianni Matteo Viola          | 2–6, 7–6(3), [11–9] |
| 2011      | James Cerretani Philipp Marx          | Daniele Bracciali Julian Knowle     | 6–3, 6–4            |
| 2010      | Daniele Bracciali Lovro Zovko         | Yves Allegro James Cerretani        | 3–6, 6–2, [10–5]    |
| 2009      | Lucas Arnold Ker Sebastián Prieto     | Johan Brunström Jean-Julien Rojer   | 7–6(4), 2–6, [10–7] |
| 2008      | Yves Allegro Horia Tecău              | Fabio Colangelo Philipp Marx        | 7–5, 7–5            |
| 2007      | Pablo Cuevas Juan Pablo Guzmán        | Tomasz Bednarek James Cerretani     | 6–1, 6–0            |
| 2006      | Máximo González Sergio Roitman        | Jérôme Haehnel Julien Jeanpierre    | 6–3, 6–4            |
| 2005      | Lukáš Dlouhý David Škoch              | Jeff Coetzee Chris Haggard          | 3–6, 6–4, 6–3       |
| 2004      | Massimo Bertolini Tom Vanhoudt        | Adrián García Álex López Morón      | 6–2, 6–4            |
| 2003      | Massimo Bertolini Tom Vanhoudt        | Federico Browne Dominik Hrbatý      | 7–5, 6–7(3), 6–2    |
| 2002      | Leoš Friedl David Škoch               | Massimo Bertolini Cristian Brandi   | 6–2, 6–4            |
| 2001      | František Čermák David Škoch          | Devin Bowen Aleksandar Kitinov      | 7–5, 6–4            |
| 2000      | Tomáš Cibulec Leoš Friedl             | Gastón Etlis Jack Waite             | 7–6(1), 7–5         |
| 1999      | Lucas Arnold Ker Mariano Hood         | Petr Pála Pavel Vízner              | 6–3, 6–2            |
| 1998      | Jiří Novák David Rikl                 | Mariano Hood Sebastián Prieto       | 6–4, 7–6            |
| 1997      | Cristian Brandi Filippo Messori       | Brandon Coupe David Roditi          | 7–5, 6–4            |
| 1996      | Pablo Albano Lucas Arnold Ker         | Mariano Hood Sebastián Prieto       | 6–1, 6–3            |
| 1995      | Jordi Arrese Andrew Kratzmann         | Pablo Albano Federico Mordegan      | 7–6, 3–6, 6–2       |
| 1994      | Neil Broad Greg Van Emburgh           | Jordi Arrese Renzo Furlan           | 6–4, 7–6            |
| 1993      | Daniel Orsanic Olli Rahnasto          | Juan Garat Roberto Saad             | 6–4, 1–6, 6–3       |
| 1992      | Nicklas Kulti Mikael Tillström        | Cristian Brandi Federico Mordegan   | 6–2, 6–2            |
| 1991      | Jordi Arrese Carlos Costa             | Christian Miniussi Diego Pérez      | 6–3, 3–6, 6–3       |
| 1990      | Vojtěch Flégl Daniel Vacek            | Jordi Burillo Marcos Aurelio Górriz | 6–1, 4–6, 7–6       |
| 1989      | Simone Colombo Claudio Mezzadri       | Pablo Albano Gustavo Luza           | 6–4, 6–1            |
| 1988      | Christer Allgardh Josef Čihák         | João Cunha Silva Jörgen Windahl     | 6–4, 6–2            |